# Ripipteryx trilobata
Ripipteryx trilobata is een rechtvleugelig insect uit de familie Ripipterygidae. De wetenschappelijke naam van deze soort is voor het eerst geldig gepubliceerd in 1874 door Saussure.